# Hans Nordmann (Ingenieur)
Hans Nordmann (* 14. Januar 1879 in Halberstadt; † 17. November 1957) war ein deutscher Ingenieur auf dem Gebiet des Eisenbahnwesens.

## Leben
Nordmann war ab 1922 Versuchsdezernent und später Abteilungspräsident beim Reichsbahn-Zentralamt Berlin. Dort war er zusammen mit Richard Paul Wagner an der Entwicklung der Einheitsdampflokomotiven der Deutschen Reichsbahn-Gesellschaft beteiligt. Dabei war er wesentlich für den Inhalt, den Ablauf und die Auswertung der im Lokomotiv-Versuchsamt Grunewald durchgeführten Versuchsreihen verantwortlich, dessen Leiter er war. Später arbeitete er im Reichsbahn-Zentralamt Göttingen.
Hans Nordmann war ab 1942 Mitglied der Königlich-Preußischen Akademie der Wissenschaften (ab 1946 Deutsche Akademie der Wissenschaften), 1949 gehörte er der Klasse Technische Wissenschaften an. Er war auch Mitglied des Vereins Deutscher Ingenieure (VDI).
Hans Nordmann war Honorarprofessor für die Lehrgebiete Eisenbahn-Betrieb und -Versuchswesen an der Technischen Universität Berlin. Seine Leistungen wurden mit der Verleihung der Ehrendoktorwürde Dr. Ing. e. h. gewürdigt.

## Schriften
- Hans Nordmann gab eine Neuauflage der beiden Bände des Standardwerkes Die Schule des Lokomotivführers von Ignaz Brosius heraus:
  - Band 1. Geschichte der Lokomotive. Hrsg. mit Edmund Heusinger von Waldegg. 14. Auflage. Springer, Berlin 1923. Reprint: Kreidel, Berlin 1992, ISBN 3-925952-21-7.
  - Band 2. Maschine u. Fahrgestell. Hrsg. unter Mitarbeit von H. van Hees. 14. Auflage. Springer, Berlin 1931. Reprint: Steiger, Solingen 1992, ISBN 3-925952-20-9.

- Die Tätigkeit des Eisenbahn-Zentralamts und des Lokomotiv-Versuchsamts auf dem Gebiete der Versuche mit Dampflokomotiven seit 1914. 1923. In: Karl Rainer Repetzki (Hrsg.): Dampflokomotiven in Glasers Annalen 1920–1930. Faksimile-Ausgabe: Steiger, Moers 1984, ISBN 3-921564-63-8.
- Die Leistungsbeurteilung des Lokomotivkessels. Siemens, Berlin 1946.
- Die Dampflokomotive in ihren Hauptentwicklungslinien. Akademie-Verlag, Berlin 1948.
- Die Frühgeschichte der Eisenbahnen. Akademie-Verlag, Berlin 1948.
- Die Mechanik der Zugförderung. Akademie-Verlag, Berlin 1949.
- Die ältere preussische Eisenbahngeschichte. Akademie-Verlag, Berlin 1950.
- Probleme der durchgehenden Eisenbahnbremsen in entwicklungsgeschichtlicher Darstellung. Akademie-Verlag, Berlin 1950.
- Die Mechanik der Zugförderung und ihre wissenschaftlich-experimentellen Grundlagen. Springer, Berlin 1952.
- Kapitel Mechanik der Zugförderung. und Dampflokomotiven und Tender. In: Hütte. Des Ingenieurs Taschenbuch. Band 5,b. 28. Auflage. Hrsg. Akademischer Verein Hütte. Ernst, Berlin 1955.